# Com Truise

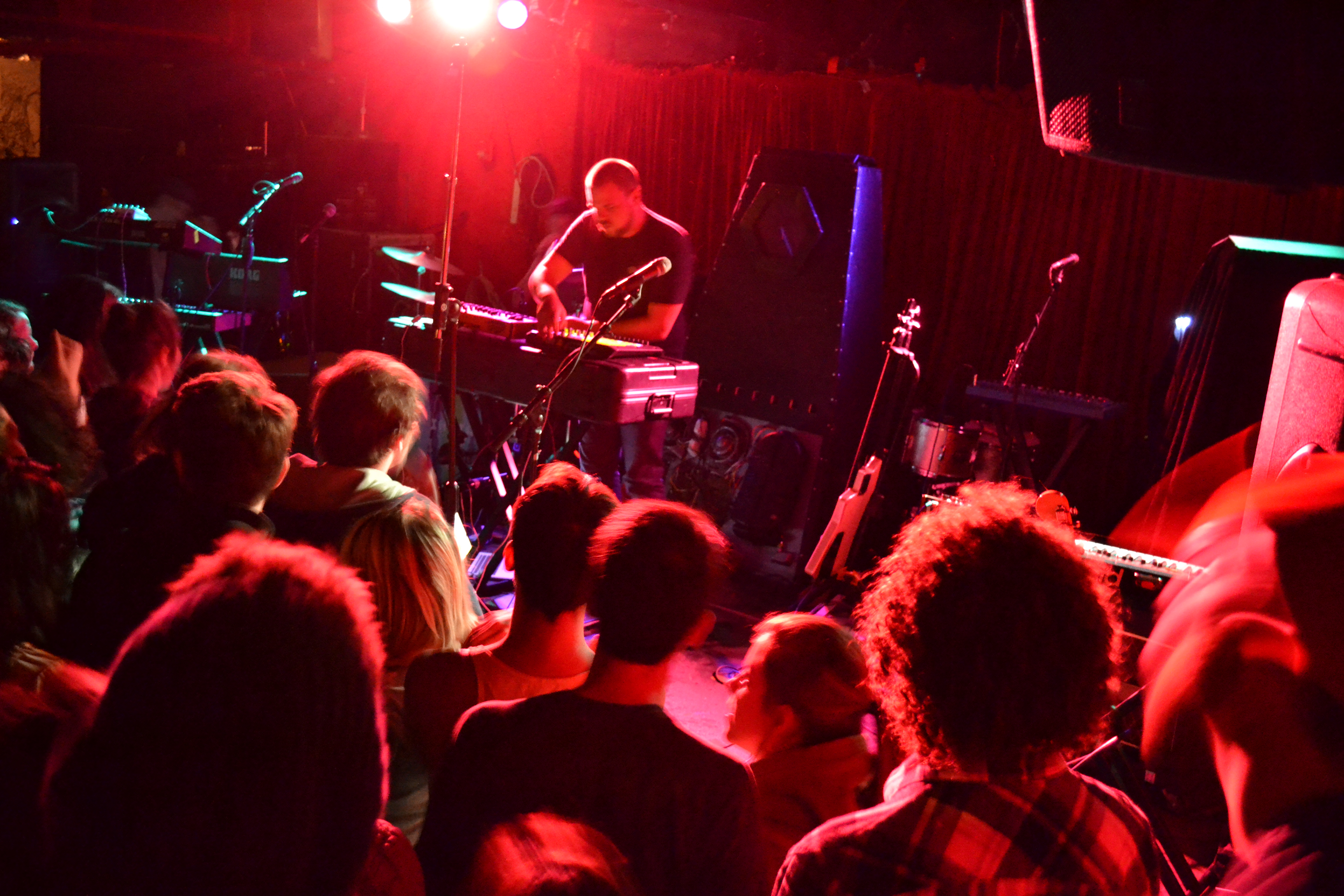
Com Truise en 2011 en el Grog Shop en Cleveland Heights, Ohio

Seth Haley, conocido por su nombre artístico Com Truise, es un músico electrónico y DJ estadounidense. Su nombre artístico es una contraposición del nombre del actor estadounidense Tom Cruise.

## Biografía
Antes de 2010, Com Truise había lanzado música bajo los seudónimos Sarin Sunday, SYSTM y Airliner.
En 2010, se lanzó la primera grabación de Com Truise, el EP Cyanide Sisters. Inicialmente, fue publicado como descarga gratuita por el sello AMDISCS. Ghostly International lo reeditó digitalmente en enero de 2011. Haley renunció a su trabajo como director de arte antes del lanzamiento. Poco después, Com Truise realizó un remix de la canción "ENCOM, Part II" de Daft Punk para el álbum Tron: Legacy Reconfigured. En junio de 2011, lanzó su álbum debut, Galactic Melt. In Decay fue el siguiente álbum completo, lanzado en 2012. Las canciones de Com Truise están representadas por Downtown Music Publishing.[¿cuándo?]
Haley es originario de Oneida, Nueva York, y actualmente reside en Orlando, Florida.
En febrero de 2022, Com Truise produjo la música para el anuncio viral de Coinbase durante el Super Bowl LVI. Utilizó un sample de la versión de los Beatles de "Money (That's What I Want)". En abril de 2022, lanzó un curso sobre producción musical en la escuela en línea Soundfly.

## Estilo
El sonido de Truise está cargado de sintetizadores y se enmarca dentro del synthwave, influenciado por estilos musicales de los años 80, como lo demuestra su EP Cyanide Sisters. Él define su estilo como "mid-fi synthwave slow-motion funk".

### La saga de "Com Truise"
Todos los álbumes de Com Truise, comenzando con Cyanide Sisters y terminando con Iteration, cuentan la historia de un viajero espacial llamado Com Truise; Haley describió al personaje como un "astronauta sintético", y la historia como un relato sobre escapar de una sociedad oprimida.

## Equipamiento
Truise utiliza una mezcla de hardware digital y analógico, incluyendo emulaciones de sintetizadores clásicos y romplers. Según una entrevista de 2015 con MusicRadar, sus estaciones de trabajo de audio preferidas son Reason y Ableton.
Desde 2017, ha incorporado el OB-6 de Dave Smith Instruments en algunas canciones, además de utilizarlo en presentaciones en vivo.

## Discografía

### Como Com Truise
- Galactic Melt (2011)
- Iteration (2017)
- Persuasion System (2019)
- In Decay, Too (2020)

### Como SYSTM
| Título  | Detalles del EP                                |
| ------- | ---------------------------------------------- |
| Invader | - Lanzamiento: 2009 - Sello: N/A (autoeditado) |

### Como Airliner
| Título | Detalles del LP                                             |
| ------ | ----------------------------------------------------------- |
| None   | - Lanzamiento: noviembre de 2010 - Sello: N/A (autoeditado) |

## Filmografía

### Compositor
- Private Property (2022)